# Bobâlna
[carece de fontes?]
Bobâlna é uma comuna romena localizada no distrito de Cluj, na região histórica da Transilvânia. A comuna possui uma área de 97.47 km² e sua população era de 1693 habitantes segundo o censo de 2007.